# Haplocanthosaurus
A Haplocanthosaurus (jelentése 'egyszerű gerincű gyík') a sauropoda dinoszauruszok egyik neme, amely a késő jura korban (a kimmeridge-i–tithon korszakban) élt, mintegy 144–156 millió évvel ezelőtt. Hiányos fosszíliák alapján két faja ismert, a H. delfsi és a H. priscus. A típusfaj a H. priscus, a H. delfsit pedig egy iskolás, Edwin Delfs fedezte fel Coloradóban. A Haplocanthosaurus példányait a Morrison-formáció legalsó rétegében találták meg, ahogy a Hesperosaurus, az Eobrontosaurus és az Allosaurus jimmadensi maradványait is.

## Anatómia
A Haplocanthosaurus a Morrison-formáció egyik legkisebb sauropodája volt. Míg a formáció többi sauropodájának hossza meghaladta a 20 métert is, a Haplocanthosaurus közel sem volt ekkora, a teljes hossza csak a 14–14,8 métert érte el, míg a becslés alapján a tömege 12,8–14,5 tonna lehetett.

## Példányok

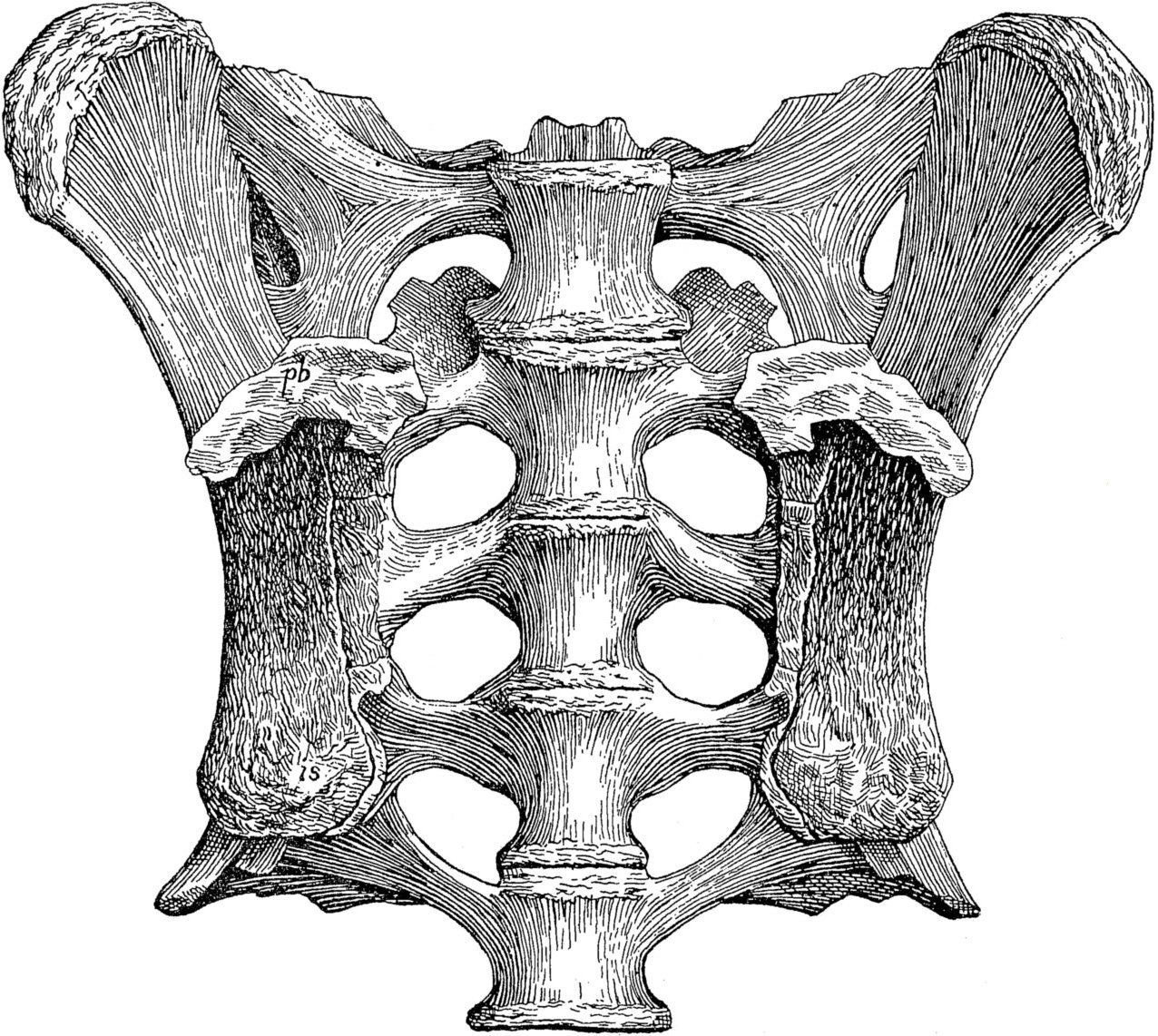
A Haplocanthosaurus priscus keresztcsontja

Eddig négy Haplocanthosaurus példány vált ismertté, melyek közül az egyik a H. delfsihez, a három másik pedig a H. priscushoz tartozott. Közülük a H. delfsi típuspéldánya az egyetlen felnőtt, és ez az egyetlen, ami elég teljes a felállításhoz. A H. delfsi példánya jelenleg a Clevelandi Természetrajzi Múzeumban (Cleveland Museum of Natural History) található, bár a farkát a földön húzó helyzetben áll és egy teljesen spekulatív módon rekonstruált koponya tartozik hozzá, ugyanis a hozzá tartozó koponyát nem találták meg. A fosszíliák a Morrison-formáció 1-es, 2-es és 4-es sztratigráfiai zónáiból származnak.

## Osztályozás
A Haplocanthosaurus priscus számára John Bell Hatcher, 1903-ban a Haplocanthus priscus nevet adta. Hatcher nem sokkal az eredeti leírás megjelenése után rájött, hogy a Haplocanthus nevet már lefoglalták egy acanthodii hal (a Louis Agassiz által 1845-ben elnevezett Haplacanthus) számára. Hatcher 1903-ban Haplocanthosaurus néven újra besorolta a sauropodát. A név azonban valójában nem volt lefoglalva, mivel az írásmódja eltért, a hal neve ugyanis Haplacanthus volt, nem Haplocanthus. A Haplocanthus érvényes név maradt, Hatcher tévedését pedig hosszú évekig nem fedezték fel, azután sem, hogy a Haplocanthosaurus név rögzült a szakirodalomban. Mikor a tévedés végül kiderült, az ICZN-nél (a zoológiai tudományos neveket szabályozó testületnél) kérvényezték a Halplocanthus név elvetését és a Haplocanthosaurus  hivatalos névvé nyilvánítását (az ICZN #1633-as számú szakvéleménye).
Eredetileg cetiosauridaként írták le, de José Bonaparte 1999-ben megállapította, hogy a Haplocanthosaurus eléggé eltért a többi sauropodától ahhoz, hogy egy saját családba kerüljön, ami a Haplocanthosauridae nevet kapta.
A filogenetikai tanulmányoknak nem sikerült pontosan tisztáznia a Haplocanthosaurus rokoni kapcsolatait. Az egyes tanulmányok szerint a neosauropodáknál jóval kezdetlegesebb, kezdetleges macronaria (a jóval fejlettebb Camarasaurushoz és a brachiosauridákhoz hasonló állatok őseinek rokona), illetve egy nagyon kezdetleges diplodocoidea, amely jóval közelebbi rokonságban áll a Diplodocusszal, mint a titanosaurusokkal, de sokkal kezdetlegesebb a rebachisauridáknál.
2005-ben, Darren Naish és Mike Taylor a diplodocoideák törzsfejlődéséről szóló tanulmányukban áttekintették a Haplocanthosaurus számára ajánlott különböző helyeket. Ezek a helyek az alábbi kladogramon láthatók.
|  | Haplocanthosaurus? |
|  |                    |
|  | Camarasauromorpha  |
|  |                    |

|                 | Rebbachisauridae                                                 |
|                 |                                                                  |
| Flagellicaudata | \| \| Dicraeosauridae \| \| \| \| \| \| Diplodocidae \| \| \| \| |
|                 | \| \| Dicraeosauridae \| \| \| \| \| \| Diplodocidae \| \| \| \| |
|                 | Dicraeosauridae                                                  |
|                 |                                                                  |
|                 | Diplodocidae                                                     |
|                 |                                                                  |

|  | Dicraeosauridae |
|  |                 |
|  | Diplodocidae    |
|  |                 |

|                 | Rebbachisauridae                                                 |
|                 |                                                                  |
| Flagellicaudata | \| \| Dicraeosauridae \| \| \| \| \| \| Diplodocidae \| \| \| \| |
|                 | \| \| Dicraeosauridae \| \| \| \| \| \| Diplodocidae \| \| \| \| |
|                 | Dicraeosauridae                                                  |
|                 |                                                                  |
|                 | Diplodocidae                                                     |
|                 |                                                                  |

|  | Dicraeosauridae |
|  |                 |
|  | Diplodocidae    |
|  |                 |

|  | Haplocanthosaurus? |
|  |                    |
|  | Camarasauromorpha  |
|  |                    |

|                 | Rebbachisauridae                                                 |
|                 |                                                                  |
| Flagellicaudata | \| \| Dicraeosauridae \| \| \| \| \| \| Diplodocidae \| \| \| \| |
|                 | \| \| Dicraeosauridae \| \| \| \| \| \| Diplodocidae \| \| \| \| |
|                 | Dicraeosauridae                                                  |
|                 |                                                                  |
|                 | Diplodocidae                                                     |
|                 |                                                                  |

|  | Dicraeosauridae |
|  |                 |
|  | Diplodocidae    |
|  |                 |

|                 | Rebbachisauridae                                                 |
|                 |                                                                  |
| Flagellicaudata | \| \| Dicraeosauridae \| \| \| \| \| \| Diplodocidae \| \| \| \| |
|                 | \| \| Dicraeosauridae \| \| \| \| \| \| Diplodocidae \| \| \| \| |
|                 | Dicraeosauridae                                                  |
|                 |                                                                  |
|                 | Diplodocidae                                                     |
|                 |                                                                  |

|  | Dicraeosauridae |
|  |                 |
|  | Diplodocidae    |
|  |                 |

|  | Haplocanthosaurus? |
|  |                    |
|  | Camarasauromorpha  |
|  |                    |

|                 | Rebbachisauridae                                                 |
|                 |                                                                  |
| Flagellicaudata | \| \| Dicraeosauridae \| \| \| \| \| \| Diplodocidae \| \| \| \| |
|                 | \| \| Dicraeosauridae \| \| \| \| \| \| Diplodocidae \| \| \| \| |
|                 | Dicraeosauridae                                                  |
|                 |                                                                  |
|                 | Diplodocidae                                                     |
|                 |                                                                  |

|  | Dicraeosauridae |
|  |                 |
|  | Diplodocidae    |
|  |                 |

|                 | Rebbachisauridae                                                 |
|                 |                                                                  |
| Flagellicaudata | \| \| Dicraeosauridae \| \| \| \| \| \| Diplodocidae \| \| \| \| |
|                 | \| \| Dicraeosauridae \| \| \| \| \| \| Diplodocidae \| \| \| \| |
|                 | Dicraeosauridae                                                  |
|                 |                                                                  |
|                 | Diplodocidae                                                     |
|                 |                                                                  |

|  | Dicraeosauridae |
|  |                 |
|  | Diplodocidae    |
|  |                 |

|  | Haplocanthosaurus? |
|  |                    |
|  | Camarasauromorpha  |
|  |                    |

|                 | Rebbachisauridae                                                 |
|                 |                                                                  |
| Flagellicaudata | \| \| Dicraeosauridae \| \| \| \| \| \| Diplodocidae \| \| \| \| |
|                 | \| \| Dicraeosauridae \| \| \| \| \| \| Diplodocidae \| \| \| \| |
|                 | Dicraeosauridae                                                  |
|                 |                                                                  |
|                 | Diplodocidae                                                     |
|                 |                                                                  |

|  | Dicraeosauridae |
|  |                 |
|  | Diplodocidae    |
|  |                 |

|                 | Rebbachisauridae                                                 |
|                 |                                                                  |
| Flagellicaudata | \| \| Dicraeosauridae \| \| \| \| \| \| Diplodocidae \| \| \| \| |
|                 | \| \| Dicraeosauridae \| \| \| \| \| \| Diplodocidae \| \| \| \| |
|                 | Dicraeosauridae                                                  |
|                 |                                                                  |
|                 | Diplodocidae                                                     |
|                 |                                                                  |

|  | Dicraeosauridae |
|  |                 |
|  | Diplodocidae    |
|  |                 |

## Fordítás
- Ez a szócikk részben vagy egészben a Haplocanthosaurus című angol Wikipédia-szócikk ezen változatának fordításán alapul.  Az eredeti cikk szerkesztőit annak laptörténete sorolja fel. Ez a jelzés csupán a megfogalmazás eredetét és a szerzői jogokat jelzi, nem szolgál a cikkben szereplő információk forrásmegjelöléseként.